# نادية عزت
نادية عزت (22 فبراير 1938  - 21 مايو 2011 )، ممثلة مصرية.

## عن حياتها
حاصلة على بكالوريوس فنون جميلة عملت في الإذاعة وفي المسرح أيضًا نوعت أدوارها ولمعت أكثر في التليفزيون. بدأت مسيرتها الفنية في عام 1959 وكان آخر اعمالها المسلسل الإذاعي قصة حبي الذي قدمته في عام 2010.

## من أهم الأفلام
- بقايا عذراء
- المجانين في نعيم
- التلميذة والأستاذ
- عائلات محترمة
- أهل القمة
- أرزاق يا دنيا
- جبروت امرأة
- الخونة
- الثعلب والعنب
- إنذار بالطاعة
- مغامرات رشا
- محاكمة علي بابا
- بلطية العايمة
- الضحايا

### فوازير
- المناسبات (1988)

### مسلسلات
- الأنصار (1986)
- عائلة الأستاذ شلش (1990)
- عائلة ونيس (1995)

## روابط خارجية
- نادية عزت على موقع الدهليز
- نادية عزت على موقع قاعدة بيانات الأفلام العربية